# Avira antivirus
Avira antivirus est un logiciel de sécurité édité par la société allemande Avira, fondée par Tjark Auerbach. Il comporte un dispositif contre les rootkits et dispose d'une analyse heuristique.

## Versions
Avira existe en deux grandes versions subdivisables :
- Avira Free Antivirus, dont l'utilisation est gratuite ;
- Avira Antivirus Pro, Avira Internet Security et Avira Prime, dont l'utilisation est payante.

La version gratuite limite les fonctionnalités, par exemple, elle ne permet pas d'analyser les courriers électroniques avant lecture (mais elle protège malgré tout des courriers infectés grâce à sa protection résidente) et affiche une publicité lors de la mise à jour quotidienne de la base de données virale. Elle est notamment disponible en anglais, français et italien.

## Fonctions
- Protection Avira en temps réel contre les virus, vers et chevaux de Troie ;
- Protection AntiDialer contre les numéroteurs coûteux ;
- Protection contre les rootkits ;
- Taux de détection important (99.8%[1]) ;
- Protection AntiPhishing contre l’hameçonnage ;
- Protection contre les menaces non répertoriées dans les bases importantes (heuristique très performante) ou (menaces zero days) ;
- EmailScanner :  protection e-mail accrue ;
- Scanner à la demande pour contrôler le système ;
- AntiAdware/AntiSpyware élimine les ad/spywares ;
- RescueSystem : création d'un CD Boot de sauvegarde ;
- QuickVirRemoval : suppression des virus en un clic.

## Popularité
Avira Free Antivirus est, depuis plusieurs années, un antivirus recommandé par plusieurs forums de désinfection par son haut taux de détections et son faible impact sur le système.